# Campeonato Junior de Juniors de IWRG

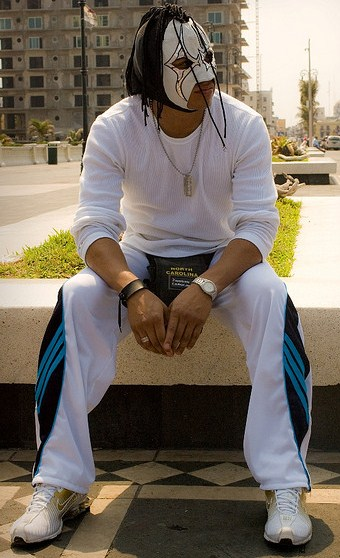
Trauma I, segundo campeón.

El Campeonato Junior de Juniors de IWRG (IWRG Junior de Juniors Championship en inglés) es un campeonato de lucha libre profesional dentro del Grupo Internacional Revolución (IWRG). Este título sólo pueden ostentarlo luchadores de segunda generación en adelante.

## Torneo por el título
El torneo se llevó a cabo el 6 de febrero de 2011 en la Arena Naucalpan de Naucalpan, Estado de México. Primero se realizó una Battle Royal donde los dos últimos luchadores que quedaran arriba del ring, avanzaban directamente a las semifinales.
|  | Primera Ronda | Primera Ronda               | Primera Ronda               |  |  | Cuartos de final | Cuartos de final          | Cuartos de final |  |  | Semifinales | Semifinales               | Semifinales |  |  | Final | Final | Final |  |
|  |               |                             |                             |  |  |                  |                           |                  |  |  |             |                           |             |  |  |       |       |       |  |
|  |               |                             |                             |  |  |                  |                           |                  |  |  |             |                           |             |  |  |       |       |       |  |
|  | 1             |                             |                             |  |  |                  |                           |                  |  |  |             |                           |             |  |  |       |       |       |  |
|  |               |                             |                             |  |  |                  |                           |                  |  |  |             |                           |             |  |  |       |       |       |  |
|  | 16            |                             |                             |  |  |                  |                           |                  |  |  |             |                           |             |  |  |       |       |       |  |
|  |               | (Battle Royal)              |                             |  |  |                  |                           |                  |  |  |             |                           |             |  |  |       |       |       |  |
|  |               |                             |                             |  |  |                  |                           |                  |  |  |             |                           |             |  |  |       |       |       |  |
|  |               |                             | El Hijo del Pirata Morgan   |  |  |                  |                           |                  |  |  |             |                           |             |  |  |       |       |       |  |
|  | 9             |                             |                             |  |  |                  |                           |                  |  |  |             |                           |             |  |  |       |       |       |  |
|  |               |                             |                             |  |  |                  |                           |                  |  |  |             |                           |             |  |  |       |       |       |  |
|  | 8             |                             |                             |  |  |                  |                           |                  |  |  |             |                           |             |  |  |       |       |       |  |
|  |               |                             |                             |  |  |                  | El Hijo del Pirata Morgan |                  |  |  |             |                           |             |  |  |       |       |       |  |
|  |               |                             |                             |  |  |                  |                           |                  |  |  |             |                           |             |  |  |       |       |       |  |
|  |               |                             | Trauma I                    |  |  |                  |                           |                  |  |  |             |                           |             |  |  |       |       |       |  |
|  | 5             |                             |                             |  |  |                  |                           |                  |  |  |             |                           |             |  |  |       |       |       |  |
|  |               |                             |                             |  |  |                  |                           |                  |  |  |             |                           |             |  |  |       |       |       |  |
|  | 12            |                             |                             |  |  |                  |                           |                  |  |  |             |                           |             |  |  |       |       |       |  |
|  |               | (Battle Royal)              |                             |  |  |                  |                           |                  |  |  |             |                           |             |  |  |       |       |       |  |
|  |               |                             |                             |  |  |                  |                           |                  |  |  |             |                           |             |  |  |       |       |       |  |
|  |               |                             | Trauma I                    |  |  |                  |                           |                  |  |  |             |                           |             |  |  |       |       |       |  |
|  | 13            |                             |                             |  |  |                  |                           |                  |  |  |             |                           |             |  |  |       |       |       |  |
|  |               |                             |                             |  |  |                  |                           |                  |  |  |             |                           |             |  |  |       |       |       |  |
|  | 4             |                             |                             |  |  |                  |                           |                  |  |  |             |                           |             |  |  |       |       |       |  |
|  |               |                             |                             |  |  |                  |                           |                  |  |  |             | El Hijo del Pirata Morgan |             |  |  |       |       |       |  |
|  |               |                             |                             |  |  |                  |                           |                  |  |  |             |                           |             |  |  |       |       |       |  |
|  |               |                             | El Hijo de L.A. Park        |  |  |                  |                           |                  |  |  |             |                           |             |  |  |       |       |       |  |
|  | 3             | Bestia 666                  |                             |  |  |                  |                           |                  |  |  |             |                           |             |  |  |       |       |       |  |
|  | 3             | Bestia 666                  |                             |  |  |                  |                           |                  |  |  |             |                           |             |  |  |       |       |       |  |
|  | 14            | Kung Fu, Jr.                |                             |  |  |                  |                           |                  |  |  |             |                           |             |  |  |       |       |       |  |
|  | 14            | Kung Fu, Jr.                | Bestia 666                  |  |  |                  |                           |                  |  |  |             |                           |             |  |  |       |       |       |  |
|  |               |                             |                             |  |  |                  |                           |                  |  |  |             |                           |             |  |  |       |       |       |  |
|  |               |                             | El Hijo de L.A. Park        |  |  |                  |                           |                  |  |  |             |                           |             |  |  |       |       |       |  |
|  | 11            | Carta Brava, Jr.            |                             |  |  |                  |                           |                  |  |  |             |                           |             |  |  |       |       |       |  |
|  | 11            | Carta Brava, Jr.            |                             |  |  |                  |                           |                  |  |  |             |                           |             |  |  |       |       |       |  |
|  | 6             | El Hijo de L.A. Park        |                             |  |  |                  |                           |                  |  |  |             |                           |             |  |  |       |       |       |  |
|  | 6             | El Hijo de L.A. Park        |                             |  |  |                  | El Hijo de L.A. Park      |                  |  |  |             |                           |             |  |  |       |       |       |  |
|  |               |                             |                             |  |  |                  |                           |                  |  |  |             |                           |             |  |  |       |       |       |  |
|  |               |                             | El Hijo de Máscara Año 2000 |  |  |                  |                           |                  |  |  |             |                           |             |  |  |       |       |       |  |
|  | 7             | Bobby Lee, Jr.              |                             |  |  |                  |                           |                  |  |  |             |                           |             |  |  |       |       |       |  |
|  | 7             | Bobby Lee, Jr.              |                             |  |  |                  |                           |                  |  |  |             |                           |             |  |  |       |       |       |  |
|  | 10            | El Hijo de Máscara Año 2000 |                             |  |  |                  |                           |                  |  |  |             |                           |             |  |  |       |       |       |  |
|  | 10            | El Hijo de Máscara Año 2000 | El Hijo de Máscara Año 2000 |  |  |                  |                           |                  |  |  |             |                           |             |  |  |       |       |       |  |
|  |               |                             |                             |  |  |                  |                           |                  |  |  |             |                           |             |  |  |       |       |       |  |
|  |               |                             | Ultraman, Jr.               |  |  |                  |                           |                  |  |  |             |                           |             |  |  |       |       |       |  |
|  | 15            | El Hijo de Canek            |                             |  |  |                  |                           |                  |  |  |             |                           |             |  |  |       |       |       |  |
|  | 15            | El Hijo de Canek            |                             |  |  |                  |                           |                  |  |  |             |                           |             |  |  |       |       |       |  |
|  | 2             | Ultraman, Jr.               |                             |  |  |                  |                           |                  |  |  |             |                           |             |  |  |       |       |       |  |
|  | 2             | Ultraman, Jr.               |                             |  |  |                  |                           |                  |  |  |             |                           |             |  |  |       |       |       |  |
|  |               |                             |                             |  |  |                  |                           |                  |  |  |             |                           |             |  |  |       |       |       |  |

## Campeón actual
El actual campeón es Trauma II, quien se encuentra en su primer reinado como campeón. Trauma II derrotó al ex-campeón Carta Brava, Jr. el 9 de junio de 2013 en la Arena Naucalpan en Naucalpan, Estado de México.

## Lista de campeones
| Luchador:                   | Reinado n.º: | Derrotó a:                  | Fecha:                   | Show o evento:             |        |
| --------------------------- | ------------ | --------------------------- | ------------------------ | -------------------------- | ------ |
| El Hijo del Pirata Morgan   | 1            | El Hijo de L.A. Park        | 6 de febrero de 2011     | Rebelión De Los Juniors    | [ 1 ]  |
| Trauma I                    | 1            | El Hijo del Pirata Morgan   | 27 de marzo de 2011      | Revolucionarios de IWRG    | [ 2 ]  |
| Bestia 666                  | 1            | Trauma I                    | 22 de marzo de 2012      | Revolucionarios de IWRG    | [ 3 ]  |
| El Hijo de Máscara Año 2000 | 1            | Bestia 666                  | 1 de julio de 2012       | Zona XXI Nueva Generación  | [ 4 ]  |
| El Hijo del Pirata Morgan   | 2            | El Hijo de Máscara Año 2000 | 16 de septiembre de 2012 | Función De Fiestas Patrias | [ 5 ]  |
| Oficial Factor              | 1            | El Hijo del Pirata Morgan   | 23 de septiembre de 2012 | Ruleta De La Muerte        | [ 6 ]  |
| El Hijo del Pirata Morgan   | 3            | Oficial Factor              | 21 de octubre de 2012    | Zona XXI Nueva Generación  | [ 7 ]  |
| Oficial Factor              | 2            | El Hijo del Pirata Morgan   | 1 de enero de 2013       | 17 Aniversario De IWRG     | [ 8 ]  |
| Carta Brava, Jr.            | 1            | Oficial Factor              | 16 de mayo de 2013       | Revolucionarios de IWRG    | [ 9 ]  |
| Trauma II                   | 1            | Carta Brava, Jr.            | 9 de junio de 2013       | Zona XXI Nueva Generación  | [ 10 ] |

## Reinados más largos
| Luchador                    | Días | Fecha en que ganó   | Fecha en que perdió      | Notas              |
| --------------------------- | ---- | ------------------- | ------------------------ | ------------------ |
| Trauma I                    | 361  | 27 de marzo de 2011 | 22 de marzo de 2012      | Su primer reinado  |
| Trauma II                   | 4300 | 9 de junio de 2013  | Campeón actual           | Su primer reinado  |
| Oficial Factor              | 135  | 1 de enero de 2013  | 16 de mayo de 2013       | Su segundo reinado |
| Bestia 666                  | 101  | 22 de marzo de 2012 | 1 de julio de 2012       | Su primer reinado  |
| El Hijo de Máscara Año 2000 | 77   | 1 de julio de 2012  | 16 de septiembre de 2012 | Su primer reinado  |

## Mayor cantidad de reinados
- 3 veces: El Hijo del Pirata Morgan.
- 2 veces: Oficial Factor.

## Datos interesantes
- Reinado más largo: Trauma I, 361 días.
- Reinado más corto: El Hijo del Pirata Morgan, 7 días.
- Campeón más viejo: Oficial Factor, 35 años y 37 días.
- Campeón más joven: El Hijo del Pirata Morgan, 18 años y 343 días.
- Campeón más pesado: Oficial Factor, 102 kg (224 lb).
- Campeón más liviano: Trauma II, 70 kg (154 lb).